# Choristellidae
De Choristellidae zijn een familie van uitgestorven weekdieren uit de klasse van de Gastropoda (slakken).

## Geslachten
- Bichoristes McLean, 1992
- Choristella Bush, 1897